# 台湾青藓
台湾青藓（学名：Brachythecium formosanum）为真藓科青藓属下的一个种。